# 바이너리 재컴파일러
바이너리 재컴파일러는 실행 가능한 바이너리를 입력으로 갖고 구조를 분석하며, 변환과 최적화를 적용하고, 새로운 최적화된 실행 가능한 바이너리를 출력하는 소프트웨어이다. 이것은 1980년대에 게리 킬달에 의해서 소개되었다.

## 같이 보기
- 컴파일러
- 트랜스컴파일러
- 동적 재컴파일
- 바이너리 변환
- 역컴파일러